# Pedicia (Amalopis) tenuiloba grisea
Pedicia (Amalopis) tenuiloba grisea is een ondersoort van de tweevleugelige Pedicia (Amalopis) tenuiloba uit de familie Pediciidae. De ondersoort komt voor in het Palearctisch gebied.